# Piencourt
Piencourt település Franciaországban, Eure megyében. Lakosainak száma 169 fő (2022. január 1.). Piencourt Fumichon, L’Hôtellerie, Marolles, Asnières, Bailleul-la-Vallée, Fontaine-la-Louvet és Les Places községekkel határos.

## Népesség
A település népességének változása:
| Lakosok száma | 173  | 134  | 156  | 143  | 161  | 151  | 155  | 165  | 166  | 169  |
|               | 1968 | 1982 | 1990 | 2006 | 2013 | 2015 | 2017 | 2019 | 2020 | 2022 |